# Reis de Suècia

Bandera de comandament dels Reis de Suècia

Abans del primer regne unit a Suècia existiren alguns estats semiindependents dels que se'n desconeix els reis. Per a més informació, vegeu Reis mitològics de Suècia.

## Sagues
A partir de diverses sagues i llegendes nòrdiques, es pot recrear la següent línia reial prèvia a la casa de Munsö:
- Ivar Vidfamne (655-695)
- Harald Hildetand (705-750)
- Sigurd Ring (750-770)
- Ragnar Lodbrok (770-785)
- Östen Beli

## Època Antiga
Entre l'any 935 i el 1222 governaren vint reis:
- Èric el Victoriós
- Olaf el Tresorer
- Anund Jacob el govern del qual començà en 1007 o 1009 fins a 1050. A la seva mort sense fills el succeí el seu germà Emund el Vell
- Emund el Vell qui regnà des de 1050 fins al seu emmetzinament el 1060.
- Stenkil, noble que després de morir Emund sense descendència aconseguí d'obtenir la corona, dirigí el país de 1060 a 1066. Després de la seva mort, Suècia travessaria un període d'inestabilitat en què alguns dels seus fills foren reis.

### Pagans i cristians
Durant els anys següents a la mort de Stenkil, la inestabilitat de la corona es manifestà en una successió de reis de curta durada. És de destacar la lluita entre els cristians, cada cop més poderosos i que compartien credo amb la nova dinastia i els pagans, que recolzaren diversos pretendents. La llista és la següent:
- Erik Stenkilsson succeí nominalment el seu pare, però morí a l‘any, quan en 1067 s'enfrontà a Erck el Pagà, un altre pretendent al tron.
- El també fill de Stenkil, Halsten Stenkilsson, fou proclamat rei en 1067, però el seu regnat acabà en 1070, rebutjat per la facció pagana.
- Anund Gårdske, príncep d'origen rus, regnà de 1070 a 1075 quan fou deposat per Haakon el Roig, recolzat pels cristians.
- Haakon el Roig, possiblement fill de Stenkil també, fou rei de les terres cristianes des de 1070 i des de 1075 d'una Suècia unida, que en 1079, després de la seva mort fou heretat pel seu germà.
- Inge I, un altre fill de Stenkil, va prendre el poder el 1079, encara que el 1084 de nou fou rebutjat pels pagans.
- Aquests escolliren Blot-Sven com a rei en 1084. Tanmateix, després de la seva mort en 1087 Inge recuperà gairebé tot el poder
- Erik Årsäll, fill de l'anterior fou elegit com a candidat pels pagans però a penes havia regnat entre 1087-1088, quan Inge reunificà el país.
- Inge I, governaria ininterrompudament entre 1088 i 1105.

### Els Sverker i els Erik
- Sverker I entre 1130 i 1156, que acabaríi el seu regnat assassinat.
- Eric el Sant, que governà entre 1156 i 1160 inaugurà un nou període a Suècia, i una nova dinastia.
- Carles VII Sverkersson de 1161 a 1167, restablí temporalment la dinastia Sverker després de la usurpació d'Eric el Sant.
- Canut I de Suècia, qui des de 1167 a 1196 dirigí el país, restablint l'obra del seu pare Eric el Sant.
- Els Sverker tornaren al poder amb Sverker II Karlsson, fill de Carles VII que fou rei entre 1196 i 1208, quan fou expulsat pels seus rivals de la dinastia Erik.
- Aleshores pujà al tron el fill de Canut, Eric X Knutsson, a la mort del qual la seva família tornaria a perdre el tron.
- Joan I Sverkersson, que era fill de Sverker II, fou rei entre 1216 i 1222 en un altre canvi de dinastia. Morí sense descendència i estabilitzà el tron suec, que controlarien els Erik des d'aleshores.
- Eric XI Eriksson, proclamat rei el 1222, però fou enderrocat el 1229.

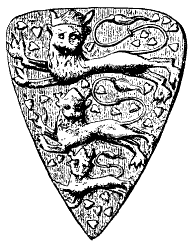
Blasó de Valdemar Birgersson (1252).

## Els Folkung
La dinastia Folkung família noble que accedí al tron amb Birger Jarl, i regnà entre 1222 i 1521. Els reis foren:
- Valdemar Birgersson, rei de 1250 a 1275
- Magnus Ladulás, rei de 1275 a 1290
- Birger I Magnusson, rei de 1290 a 1319.
- Magnus II Eriksson rei de 1319 a 1364

### Interregne
La impopularitat de Magnus II Erikson i del seu fill Haakon Magnusson va fer que el consell del regne entregués la corona a Albert III de Mecklemburg, qui regnà entre 1364 i 1389, quan els Folkung recobraren el poder.

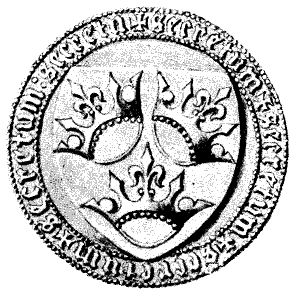
Segell de Margarida I.

### Unió de Kalmar
- Margarida I, reina de 1389 a 1396, es convertí en l'hereva del tron després del govern d'Albert de Mecklemburg, unint la corona de Suècia a les altres que ja posseïa (Noruega i Dinamarca) instaurant el que fou conegut com a Unió de Kalmar.
- Eric de Pomerània, la va succeir, regnà entre 1396 (encara que fins a 1412 Margarida governà de facto) i 1434, quan una sublevació el va fer fora del tron. El 1435 aconseguí de recuperar la corona, per a perdre-la el 1436. El poder passà a Carles VIII Knutsson, que es proclamà regent. Per segona vegada es reinstaurà en el tron, encara que el 1439 fou finalment expulsat.
- Cristòfor de Baviera, era nebot d'Eric, qui morí sense descendència. Per això heretà Dinamarca i Noruega, i es convertí en candidat al tron suec. Després de dos anys amb el tron vacant, el consell el proclamà rei el 1441, i va regnar fins a la seva mort en 1448.

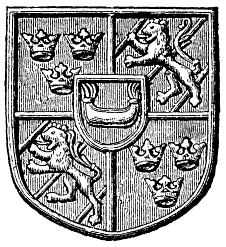
Blasó de Carles VIII.

## Període d'inestabilitat
- A la mort de Cristófor, Carles VIII Knutsson, que havia conservat el govern efectiu del país es proclamà rei, i governà de 1448 a 1457, quan fou enderrocat.
- La dinastia Oldemburg arribà al poder a Dinamarca amb Cristià I de Dinamarca, al qui el consell reial va escollir per ser el noble més gran davant la falta d'un hereu legítim. Després d'enfrontar-se amb Carles VIII per Noruega, el vencé, i aconseguí apoderar-se també de Suècia, que governaria de 1457 a 1464.
- Carles VIII Knutsson aconseguí recuperar el poder aquell any, però el 1465 havia tornat a perdre el tron. Per tercer cop, el 1467 fou proclamat rei, aquest cop fins a la seva mort el 1470.
- Sten Sture el Vell (regent) de 1470 a 1497, qui va vèncer a Cristià I de Dinamarca en la seva intenció de conquerir Estocolm.
- Joan I de Dinamarca de 1497 a 1501
- Sten Sture el Vell (regent per segon cop) de 1501 a 1503
- Svante Nilsson (regent) de 1504 a 1512
- Erik Trolle (regent) 1512
- Sten Sture el Jove (regent) de 1512 a 1520
- Cristià II de Dinamarca de 1520 a 1521.

## Els Vasa
La dinastia Vasa, entre 1521 i 1654.
- Gustau I, rei de 1521 a 1560
- Eric XIV, rei de 1560 a 1568
- Joan III, rei de 1568 a 1592
- Segimon, rei de 1592 a 1599
- Carles IX, rei de 1599 a 1611
- Gustau II Adolf, rei de 1611 a 1632
- Cristina, reina de 1632 a 1654

## La dinastia Palatina
La dinastia Palatinat-Zweibrücken, entre 1654 i 1720.
- Carles X Gustau, rei de 1654 a 1660
- Carles XI, rei de 1660 a 1697
- Carles XII, rei de 1697 a 1718
- Ulrica Elionor I de Suècia, reina de 1718 a 1720

## La Casa de Hesse
La Casa de Hesse, entre 1720 i 1751, amb un sol rei:
- Frederic I, rei de 1720 a 1751.

## Els Holstein-Gottorp
La dinastia Holstein-Gottorp, entre 1751 i 1818.
- Adolf Frederic, rei de 1751 a 1771
- Gustau III, rei de 1771 a 1792
- Gustau IV Adolf, rei de 1792 a 1809
- Carles XIII, rei de 1809 a 1818

## Els Bernadotte
L'actual dinastia Bernadotte, instaurada pel general francès Jean Baptiste Jules Bernadotte, durant els esdeveniments que transformaren Europa durant les Guerres Napoleòniques. Començà el seu regnat el 1810 i continua encara avui dia.
- Carles XIV Joan, rei de 1818 a 1844
- Òscar I, rei de 1844 a 1859
- Carles XV, rei de 1859 a 1872
- Òscar II, rei de 1872 a 1907
- Gustau V, rei de 1907 a 1950
- Gustau VI Adolf, rei de 1950 a 1973
- Carles XVI Gustau, rei des de 1973